# Accademia berbera
L'Accademia berbera (in francese: Académie berbère in berbero: Agraw imaziɣen) è stata un'associazione culturale berbera fondata nel 1966 da Mohand-Aârav Bessaoud e da altri giovani berberi come Slimane Azem, Taos Amrouche e altri artisti e giornalisti, desiderosi di mettere l'alfabeto tifinagh in uso. Nel 1967 l'Accademia ha cambiato il nome in Assemblée berbère "Assemblea berbera". L'associazione si è poi sciolta nel 1978.

## Attività

La bandiera berbera

Lo scopo dell'Accademia era quello di proteggere e diffondere la cultura berbera minacciata dai governatori autoritari arabi poco dopo l'indipendenza dei paesi del Nordafrica. L'associazione s'impegnò nella ricerca di tutti quegli elementi che potevano illustrare la civiltà berbera nei secoli precedenti alla conquista islamica.
L'Accademia ha proposto uno standard alfabetico per trascrivere tutte le varietà di berbero parlate in Nordafrica e nel 1970 ha anche proposto il design della bandiera berbera fatta da Mohand-Aârav Bessaoud.
Infine l'Accademia, "scoperta" l'esistenza di una dinastia di sovrani egizi di origine libica, decise di solennizzare questa manifestazione così antica della civiltà berbera prendendo l'anno di ascesa al potere di questa dinastia come inizio di una nuova "era" secondo cui calcolare gli anni, in modo indipendente dal calendario occidentale e da quello islamico, il cui inizio fu fatto corrispondere al 950 a.C.